# 磯部映見
磯部 映見（いそべ えみ、1990年9月5日 - ）は東京都出身の女優、歌手、ラジオDJ。
主にAimee Isobe名義で歌手活動をしている。血液型はA型。オフィスのいりを経て現在はフリーで活動。

## 来歴・人物
東京都出身。父はナレーターの磯部弘。母は元女優の友直子。幼少期からミュージカル女優として活動。中学校までを東京で過ごし、高校はハワイ州ホノルルにあるセイクリッドハーツアカデミーを卒業。大学はアメリカンミュージカルアンドドラマティックアカデミーに通った。
大学卒業までは主にアメリカで女優活動をし、卒業後は日本で歌手活動を開始。
アートディーラー、ラジオDJとしても精力的に活動している。

## 出演

### 舞台
- 2009年 「7mens&6womens」（築地ブディストホール） ※ノーティーボーイズ&Nine☆Starsコラボ.
- 2010年　「『津山三十人殺し』幻視行」月蝕歌劇団
- 2011年　「永遠の一秒」（東京グローブ座）
- 2012年　「双生児」東京パフォーマーズ倶楽部（六本木俳優座）

### アメリカ合衆国での活動
- 2005年　「ライオンキング」ヤングナラ 役
- 2009年　「レ・ミゼラブル」エポニーヌ 役
- 2010年　「フラワードラムソング」リンダロウ 役

## 音楽

### シングル
- 「mishmash* Aimee Isobe　これから先、何度あなたと。」（2015年）

### アルバム
- 「mishmash* Aimee Isobe　Instagenic」（2016年）

### MV
- 「これから先、なんどあなたと。」（2014年、片渕須直監督）
- 「Running on Empathy」（2015年、Justin Ambrosino監督）
- 「マジェンタ色の川辺に」（2015年、自身によるプロデュース作品）

## ラジオ
- Internet Radio「Five Years Radio」
- InterFM897「music is music」（2015年 - ）メインパーソナリティ